# Live from the Atlantic Studios
Live from the Atlantic Studios — концертний альбом австралійської хард-рок-групи AC/DC, випущений в 1997 році, у складі бокс-сета Bonfire.

## Про альбом
Live from the Atlantic Studios був записаний на Atlantic Recording Studio, у Нью-Йорку 7 грудня 1977 року. Всі треки були переміксовани Джорджем Янгом. Спочатку був Радіо/Промо виданням випущеним Atlantic Records на LP у 1978 році і на CD у 1986. Офіційно був виданий у 1997 році, разом з бокс-сетом Bonfire.

## Учасники запису
- Бон Скотт — вокал
- Янг Ангус — соло-гітара
- Малколм Янґ — ритм-гітара, бек-вокал
- Вільямс Кліфф — бас-гітара, бек-вокал
- Філ Радд — ударні